# Classroom for Heroes
Classroom for Heroes (英雄教室, Eiyū kyōshitsu) est une série de light novel fantasy japonaise écrite par Shin Araki et illustrée par Haruyuki Morisawa. Elle est éditée par Shūeisha et treize volumes sont parus depuis janvier 2015. Une première adaptation en manga dessinée par Takashi Minakuchi et intitulée Empress of Flame est prépubliée dans le magazine seinen Ultra Jump entre février et août 2015 puis compilée en un simple volume relié. Une seconde adaptation en manga dessinée par Koara Kishida et nommée comme le light novel est prépubliée dans le magazine shōnen Monthly Shōnen Gangan de Square Enix depuis septembre 2016. Quinze volumes reliés sont parus au 10 août 2022. En France, la série est éditée par Doki-Doki. Une adaptation en série d'animation produite par le studio Actas est annoncée pour 2023.

## Synopsis
Blade, jeune garçon joyeux, vient d'être admis à l'Académie de Rosewood qui forme les héros qui protègent l'humanité. Il y fait la connaissance d'Earnest, la meilleure fille de l'école qui deviendra sa compagne dans ses péripéties.

## Personnages
Blade (ブレイド, Bureido)
Voix japonaise : Nobunaga Shimazaki (drama CD)
Arnest (アーネスト, Ānesuto)
Voix japonaise : Mikako Komatsu (drama CD)

## Production et supports

### Light novel
| no | Japonais          | Japonais          |
| no | Date de sortie    | ISBN              |
| -- | ----------------- | ----------------- |
| 1  | 23 janvier 2015   | 978-4-08-631022-2 |
| 2  | 22 mai 2015       | 978-4-08-631045-1 |
| 3  | 25 septembre 2015 | 978-4-08-631069-7 |
| 4  | 22 janvier 2016   | 978-4-08-631095-6 |
| 5  | 25 mai 2016       | 978-4-08-631113-7 |
| 6  | 21 septembre 2016 | 978-4-08-631138-0 |
| 7  | 25 janvier 2017   | 978-4-08-631166-3 |
| 8  | 25 mai 2017       | 978-4-08-631185-4 |
| 9  | 22 septembre 2017 | 978-4-08-631203-5 |
| 10 | 25 janvier 2018   | 978-4-08-631223-3 |
| 11 | 25 juillet 2018   | 978-4-08-631250-9 |
| 12 | 24 septembre 2021 | 978-4-08-631432-9 |
| 13 | 22 juillet 2022   | 978-4-08-631479-4 |

### Manga
Une première adaptation en manga dessinée par Takashi Minakuchi et intitulée Eiyū kyōshitsu: Honō no Empress (英雄教室─炎の女帝, Eiyū Kyōshitsu: Honō no Enpuresu)  est prépubliée dans le magazine manga seinen Ultra Jump de Shūeisha entre février et août 2015 et est compilé dans un simple volume relié.
En France, il est édité par Delcourt/Tonkam sous le titre Empress of Flame et paraît en avril 2017.
| no | Japonais          | Japonais          | Français       | Français          |
| no | Date de sortie    | ISBN              | Date de sortie | ISBN              |
| -- | ----------------- | ----------------- | -------------- | ----------------- |
| 1  | 18 septembre 2015 | 978-4-08-890299-9 | 29 mars 2017   | 978-2-7560-9568-4 |

Une deuxième adaptation en manga dessinée par Koara Kishida et intitulée comme le light novel commencé sa prépublication dans le magazine Monthly Shōnen Gangan de Square Enix le 12 septembre 2016. Quatorze volumes sont parus au 11 mars 2022. En France, la série de manga est éditée par Doki-Doki depuis février 2019.

### Liste des volumes
| no | Japonais          | Japonais          | Français         | Français          |
| no | Date de sortie    | ISBN              | Date de sortie   | ISBN              |
| -- | ----------------- | ----------------- | ---------------- | ----------------- |
| 1  | 25 janvier 2017   | 978-4-75-755229-6 | 6 février 2019   | 978-2-8189-6625-9 |
| 2  | 22 juillet 2017   | 978-4-75-755406-1 | 6 février 2019   | 978-2-8189-6626-6 |
| 3  | 22 janvier 2018   | 978-4-75-755585-3 | 3 avril 2019     | 978-2-8189-6760-7 |
| 4  | 25 mai 2018       | 978-4-75-755717-8 | 3 juillet 2019   | 978-2-8189-6816-1 |
| 5  | 22 novembre 2018  | 978-4-75-755909-7 | 27 novembre 2019 | 978-2-8189-7569-5 |
| 6  | 22 mars 2019      | 978-4-75-756050-5 | 5 février 2020   | 978-2-8189-7570-1 |
| 7  | 12 septembre 2019 | 978-4-75-756283-7 | 10 juin 2020     | 978-2-8189-7739-2 |
| 8  | 12 février 2020   | 978-4-75-756496-1 | 7 octobre 2020   | 978-2-8189-7928-0 |
| 9  | 12 juin 2020      | 978-4-75-756678-1 | 3 février 2021   | 978-2-8189-8374-4 |
| 10 | 12 octobre 2020   | 978-4-75-756893-8 | 9 juin 2021      | 978-2-8189-8566-3 |
| 11 | 12 février 2021   | 978-4-75-757087-0 | 8 septembre 2021 | 978-2-8189-8803-9 |
| 12 | 11 juin 2021      | 978-4-75-757314-7 | 2 février 2022   | 978-2-8189-9194-7 |
| 13 | 12 octobre 2021   | 978-4-75-757524-0 | 1er juin 2022    | 978-2-8189-9402-3 |
| 14 | 5 octobre 2022    | 978-4-75-757805-0 | 5 octobre 2022   | 978-2-8189-9647-8 |
| 15 | 10 août 2022      | 978-4-75-758073-2 | 8 mars 2023      | 978-2-8189-9914-1 |

### Anime
Une adaptation en série d'animation est annoncée dans le douzième volume du light novel paru le 24 septembre 2021. Elle est produite par le studio Actas et réalisée par Keiichiro Kawaguchi, avec Naoki Hayashi écrivant les scripts, Kosuke Kawamura concevant les personnages et Kōtarō Nakagawa composant les musiques. La chanson-thème d'ouverture est interprétée par la VTubeuse Kaede Higuchi, tandis que la chason-thème de fin est interprétée par Akane Kumada. Sa diffusion a débuté en juillet 2023.

### Édition japonaise

#### Light novel
1. 1 2  (ja) « 英雄教室 », sur Shūeisha (consulté le 24 septembre 2021).
2. 1 2  (ja) « 英雄教室2 », sur Shūeisha (consulté le 24 septembre 2021).
3. 1 2  (ja) « 英雄教室3 », sur Shūeisha (consulté le 24 septembre 2021).
4. 1 2  (ja) « 英雄教室4 », sur Shūeisha (consulté le 24 septembre 2021).
5. 1 2  (ja) « 英雄教室5 », sur Shūeisha (consulté le 24 septembre 2021).
6. 1 2  (ja) « 英雄教室6 », sur Shūeisha (consulté le 24 septembre 2021).
7. 1 2  (ja) « 英雄教室7 », sur Shūeisha (consulté le 24 septembre 2021).
8. 1 2  (ja) « 英雄教室8 », sur Shūeisha (consulté le 24 septembre 2021).
9. 1 2  (ja) « 英雄教室9 », sur Shūeisha (consulté le 24 septembre 2021).
10. 1 2  (ja) « 英雄教室10 », sur Shūeisha (consulté le 24 septembre 2021).
11. 1 2  (ja) « 英雄教室11 », sur Shūeisha (consulté le 24 septembre 2021).
12. 1 2  (ja) « 英雄教室12 », sur Shūeisha (consulté le 24 septembre 2021).
13. 1 2  (ja) « 英雄教室13 », sur Shūeisha (consulté le 13 juillet 2022).

#### Manga: Empress of Flame
1. 1 2  (ja) « 英雄教室―炎の女帝― », sur Shūeisha (consulté le 10 novembre 2021).

#### Manga: Classroom for Heroes
1. 1 2  (ja) « 英雄教室 1 », sur Square Enix (consulté le 24 septembre 2021).
2. 1 2  (ja) « 英雄教室 2 », sur Square Enix (consulté le 24 septembre 2021).
3. 1 2  (ja) « 英雄教室 3 », sur Square Enix (consulté le 24 septembre 2021).
4. 1 2  (ja) « 英雄教室 4 », sur Square Enix (consulté le 24 septembre 2021).
5. 1 2  (ja) « 英雄教室 5 », sur Square Enix (consulté le 24 septembre 2021).
6. 1 2  (ja) « 英雄教室 6 », sur Square Enix (consulté le 24 septembre 2021).
7. 1 2  (ja) « 英雄教室 7 », sur Square Enix (consulté le 24 septembre 2021).
8. 1 2  (ja) « 英雄教室 8 », sur Square Enix (consulté le 24 septembre 2021).
9. 1 2  (ja) « 英雄教室 9 », sur Square Enix (consulté le 24 septembre 2021).
10. 1 2  (ja) « 英雄教室 10 », sur Square Enix (consulté le 24 septembre 2021).
11. 1 2  (ja) « 英雄教室 11 », sur Square Enix (consulté le 24 septembre 2021).
12. 1 2  (ja) « 英雄教室 12 », sur Square Enix (consulté le 24 septembre 2021).
13. 1 2  (ja) « 英雄教室 13 », sur Square Enix (consulté le 18 janvier 2022).
14. 1 2  (ja) « 英雄教室 14 », sur Square Enix (consulté le 13 juillet 2022).
15. 1 2  (ja) « 英雄教室 15 », sur Square Enix (consulté le 17 août 2022).

### Édition française

#### Manga: Empress of Flame
1. 1 2  « Empress of Flame de Takashi Minakuchi, Shin Araki - Album | Editions Delcourt », sur editions-delcourt.fr (consulté le 30 juillet 2022).

#### Manga: Classroom for Heroes
1. 1 2  « Classroom for heroes - vol. 01 », sur doki-doki.fr (consulté le 2 avril 2023).
2. 1 2  « Classroom for heroes - vol. 02 », sur doki-doki.fr (consulté le 2 avril 2023).
3. 1 2  « Classroom for heroes - vol. 03 », sur doki-doki.fr (consulté le 2 avril 2023).
4. 1 2  « Classroom for heroes - vol. 04 », sur doki-doki.fr (consulté le 2 avril 2023).
5. 1 2  « Classroom for heroes - vol. 05 », sur doki-doki.fr (consulté le 2 avril 2023).
6. 1 2  « Classroom for heroes - vol. 06 », sur doki-doki.fr (consulté le 2 avril 2023).
7. 1 2  « Classroom for heroes - vol. 07 », sur doki-doki.fr (consulté le 2 avril 2023).
8. 1 2  « Classroom for heroes - vol. 08 », sur doki-doki.fr (consulté le 2 avril 2023).
9. 1 2  « Classroom for heroes - vol. 09 », sur doki-doki.fr (consulté le 2 avril 2023).
10. 1 2  « Classroom for heroes - vol. 10 », sur doki-doki.fr (consulté le 2 avril 2023).
11. 1 2  « Classroom for heroes - vol. 11 », sur doki-doki.fr (consulté le 2 avril 2023).
12. 1 2  « Classroom for heroes - vol. 12 », sur doki-doki.fr (consulté le 2 avril 2023).
13. 1 2  « Classroom for heroes - vol. 13 », sur doki-doki.fr (consulté le 2 avril 2023).
14. 1 2  « Classroom for heroes - vol. 14 », sur doki-doki.fr (consulté le 2 avril 2023).
15. 1 2  « Classroom for heroes - vol. 15 », sur doki-doki.fr (consulté le 2 avril 2023).